# A Figa
A Figa est un site archéologique situé en Corse, sur la commune de Sartène.